# Omphalucha nubimedia
Omphalucha nubimedia là một loài bướm đêm trong họ Geometridae.